# Золотые облака
Золотые облака — дом (ныне отель) Рут Брайан Оуэн, первой женщины-посла США, в Оракабессе, Ямайка. Он расположен между особняком Золотой глаз, где Ян Флеминг написал несколько романов о Джеймсе Бонде, и Фэрфлай Эстет Ноэла Кауарда. К особняку на побережье океана примыкает 6 акров (2,4 га) ухоженных садов с более чем 500 футов (150 м) береговой линии и собственным пляжем. Оуэн курировала строительство роскошной виллы и развлекала здесь многих знаменитых гостей, в том числе Кларка Гейбла, Кэрол Ломбард и Чарли Чаплина.
В 1970-х усадьба была продана семейной чете Кизон, которая восстановила утраченное после смерти Оуэн великолепие особняка. Кизоны стали сдавать виллу в аренду, и на протяжении многих лет здесь отдыхали такие знаменитости, как музыканты Вилли Нельсон и Джимми Баффетт и кинозвезды Дензел Вашингтон и Роберт Де Ниро. На вилле также состоялось множество свадеб .
Золотые Облака также служили в качестве места действия нескольких кинофильмов, в частности, особняк был показан в фильме «Могучий Куинн», в главных ролях Дензел Вашингтон, Роберт Таунсенд и Мими Роджерс. Особняк был показан в нескольких телевизионных шоу, включая американское шоу «Lifestyles of the Rich and Famous».
Неоклассическая архитектура особняка была навеяна Casa Figueras, виллой XVIII века, которая впечатлила Оуэн во время её первой поездки в Испаниюи отражает наследие Оракабессы как испанского поселения. В 1996 году Золотые Облака получили престижную премию генерал-губернатора Ямайки за выдающийся дизайн, который сочетает в себе исторические элементы с современными удобствами.
В 2009 году Золотые Облака были куплены автором бестселлеров и музыкантом Колином Симпсоном и его женой Оксаной. Колин Симпсон — праправнук известного борца за отмену рабства и смертной казни Джеймса Филлиппо, который построил первую церковь в этом районе и помог сделать Оракабессу одной из первых на Ямайке свободных от рабства деревень. Симпсоны поженились в особняке в 2001 году и в интервью с ямайской «The Observer» заявили о своем намерении поддержать вековые традиции сочетания роскоши и непринужденной элегантности, которые сделали виллу всемирно известный.
Одним из самых известных ранних гостей особняка был Чарли Чаплин, который был хорошим другом Рут Брайан Оуэн. В письме к Оуэн Чаплин описал Золотые Облака как «удивительно волшебное место, где время остановилось. Это просто рай».
Золотые Облака находится в бухте Оракабессы, где создан морской заповедник по охране черепах, птиц и кораллов. Коралловый риф, расположенный прямо напротив Золотых Облаков, является одним из крупнейших на севере Ямайки и популярен среди дайверов.